# Scoloplos acutissimus
Scoloplos acutissimus är en ringmaskart som beskrevs av Hartmann-Schröder 1991. Scoloplos acutissimus ingår i släktet Scoloplos och familjen Orbiniidae. Inga underarter finns listade i Catalogue of Life.